# 水坑攻击
水坑攻击（英語：Watering hole）是一种计算机入侵手法，其针对的目标多为特定的团体（组织、行业、地区等）。攻击者首先通过猜测（或观察）确定这组目标经常访问的网站，并入侵其中一个或多个，植入恶意软件，最后，达到感染该组目标中部分成员的目的。
由于此种攻击借助了目标团体所信任的网站，攻击成功率很高，即便是那些对鱼叉攻击或其他形式的網路釣魚具有防护能力的团体，